# Myśligoszcz
Myśligoszcz is een plaats in het Poolse district  Człuchowski, woiwodschap Pommeren. De plaats maakt deel uit van de gemeente Debrzno en telt 250 inwoners.